# Йакараму
Йакараму (телугу యకారాము; -му — окончание среднего рода, англ. Yakarama) — йа, 39-я буква алфавита телугу, обозначает палатальный аппроксимант. Был утвержден как часть Юникода версии 1.1 в 1993 году под названием «Telugu Letter Ya». Соответствующие коды юникода: U+0C2F య.
Гунинтам: య, యా, యి, యీ, యు, యూ, యొ, యే, యై, యొ, యో, యౌ.

## Лигатурный вариант
Подстрочная буква «йа» называется кийапади. Варианты подстрочной буквы «Й» в телугу и каннада:

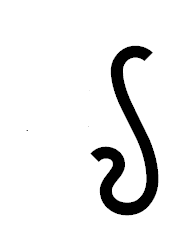
Кийапади (телугу)
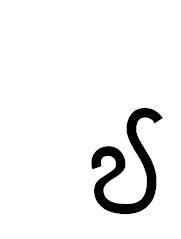
Кийаварийу (каннада)